# جامع غناباد
جامع غناباد مسجد جامع يعود إلى عهد الخوارزميين ويقع في غناباد.